# Ennada disticlaria
Ennada disticlaria là một loài bướm đêm trong họ Geometridae.